# Amerikai Virgin-szigeteki labdarúgó-szövetség
Az Amerikai Virgin-szigeteki labdarúgó-szövetség (angolul: U.S. Virgin Islands Soccer Federation) az Amerikai Virgin-szigetek nemzeti labdarúgó-szövetsége. 1987-ben alapították. A szövetség szervezi az amerikai Virgin-szigeteki labdarúgó-bajnokságot, működteti az amerikai Virgin-szigeteki labdarúgó-válogatottat. Székhelye Christianstedben, St. Croix szigetén található.